# Optimist

Náčrtek bokorysu člunu

Optimist je třída sportovních plachetnic, jde o poměrně malou loď bez zúžené přídě. Je vhodná pro závodníky od 6 do 15 let.
Je to světově nejrozšířenější jednoposádková loď.

## Popis
Základem je křehká skořepinová konstrukce ze dřeva nebo laminátu, která připomíná kvádr. Uprostřed je zasazena vyjímatelná ploutev (kača), kterou se reguluje ponor a zajišťuje směr lodi. Vzadu je upevněno kormidlo a před kačou vepředu je zasazen stěžeň, kolmo na něj je ráhno a pnutí plachty zajišťuje sprit. Otěže, jimiž se dotahuje plachta, jsou připevněné na ráhno a přes kladku vedené zpět do lodě.

## Optimist v Česku
Třída optimist je začátečnická loď pro všechny nadšence do jachtingu. V České republice je tato třída velmi rozšířená. Nejvíce jich jezdí hlavně na Lipenské přehradě, Nechranicích, Nových Mlýnech, Boleváku, Brněnské přehradě, ale také na Vltavě v Praze. V České republice je také pár jachtařů, kteří na této lodi dokázali udělat i výsledky mimo Českou republiku. Zejména Nikol Staňková z Lipna nad Vltavou, která zajela historicky nejlepší výsledek - 4. místo na Mistrovství Evropy v portugalské Taviře roku 2011. Toto mistrovství bylo celkově nejúspěšnější a krásný výsledek ukázal i David Bezděk z Brna, který skončil na 9. místě.